# Йоахим Ернст фон Йотинген-Йотинген
Йоахим Ернст фон Йотинген-Йотинген (на немски: Joachim Ernst von Oettingen-Oettingen; * 31 март 1612 в Йотинген; † 8 август 1659 в замък Харбург) е граф на Йотинген-Йотинген-Харбург в Швабия, Бавария.
Той е син, дванадесетото дете, на граф Лудвиг Еберхард фон Йотинген-Йотинген (1577 – 1634) и съпругата му графиня Маргарета фон Ербах (1576 – 1635), дъщеря на граф Георг III фон Ербах (1548 – 1605) и втората му съпруга графиня Анна фон Золмс-Лаубах (1557 – 1586). По-големият му брат е Фридрих (30 август 1608 – 2 април 1628).
Той умира на 8 август 1659 г. в замък Харбург на 47 години и е погребан там.
Син му Албрехт Ернст I е издигнат през 1674 г. на имперски княз. Линията Йотинген-Йотинген измира през 1731 г.

## Фамилия
Йоахим Ернст фон Йотинген се жени на 18 декември 1633 г. в Йотинген за графиня Анна Сибила фон Золмс-Зоненвалде (1615 – 29 септември 1635 в Нюрнберг), дъщеря на граф Хайнрих Вилхелм фон Золмс-Зоненвалде (1583 – 1632) и първата му съпруга графиня София Доротея фон Мансфелд-Арнщайн (1593 – 1617). Тя е заварена дъщеря на сестра му Мария Магдалена. Те имат две дъщери:
- София Маргарета (19 декември 1634 в Улм – 5 август 1664 в Ансбах), омъжена на 15 октомври 1651 в Йотинген за маркграф Албрехт фон Бранденбург-Ансбах (1620 – 1667)
- Анна Кристина (*/† 18 септември 1635 в Нюрнберг)

Йоахим Ернст фон Йотинген се жени втори път на 5 декември 1638 г. в Нойенщайн за графиня Анна Доротея фон Хоенлое-Нойенщайн-Глайхен (26 януари 1621 – 16 септември 1643), дъщеря на граф Крафт VII фон Хоенлое-Нойенщайн-Вайкерсхайм-Глайхен (1582 – 1641) и пфалцграфиня пфалцграфиня София фон Цвайбрюкен-Биркенфелд (1593 – 1676). Те имат децата:
- Крафт Лудвиг (28 март 1641 – 27 май 1660)
- Албрехт Ернст I (14 май 1642 – 8 февруари 1683) граф, от 10 октомври 1674 княз на Йотинген-Йотинген, женен I. на 7 юни 1665 г. за херцогиня Кристина Фридерика фон Вюртемберг (1644 – 1674), II. на 30 април 1682 г. за херцогиня Еберхардина Катарина фон Вюртемберг (1651 – 1683), дъщери на херцог Еберхард III фон Вюртемберг-Щутгарт (1614 – 1674) и първата му съпруга вилд- и рейнграфиня Анна Катарина Доротея фон Залм-Кирбург (1614 – 1655)
- Мария Доротея София (29 декември 1639 – 29 юни 1698), омъжена на 20 юли 1656 г. за херцог Еберхард III фон Вюртемберг (1614 – 1674)
- Сузана Йохана (16 септември 1643 – 28 ноември 1713), омъжена на 17 ноември 1678 г. за граф Фридрих Магнус фон Кастел-Ремлинген (1646 – 1717)

Йоахим Ернст фон Йотинген се жени трети път на 9 май 1647 г. в Нюрнберг за пфалцграфиня Анна София фон Пфалц-Зулцбах (6 юли 1621 – 25 май 1675), дъщеря на пфалцграф Август фон Пфалц-Зулцбах (1582 – 1632) и принцеса Хедвиг фон Холщайн-Готорп (1603 – 1657). Те имат децата:
- Йоахим Ернст (27 февруари 1648 – 24 юли 1677 в Ландскрона)
- Мария Елеонора (10 юли 1649 – 10 април 1681 във Виена), омъжена на 2 април 1665 г. в Нюрнберг за граф Готлиб Амадеус фон Виндиш-Грец (13 март 1630 – 25 декември 1695)
- Кристиан Август (22 юли 1650 – 19 юли 1689 в Йотинген)
- Хедвиг София (19 септември 1651 – 14 октомври 1651)
- Хедвиг Августа (9 декември 1652 – 14 март 1724), омъжена на 8 септември 1677 г. за Фердинанд фон Щадл фрайхер фон Корнберг и Ригерсбург († 1694)
- Магдалена София (17 февруари 1654 – 13 февруари 1691), омъжена на 15 март 1681 г. за граф Йохан Лудвиг фон Хоенлое (1 юни 1625 – 15 август 1689), син на Крафт VII фон Хоенлое-Нойенщайн-Вайкерсхайм-Глайхен
- Филип Готфрид (14 май 1655 – 26 юли 1655)
- Еберхардина София Юлиана (20 октомври 1656 – 23 март 1743), омъжена на 1 март 1678 г. за граф Филип Карл фон Йотинген-Валерщайн (24 януари 1640 – 27 август 1680)